# Georg Strutz

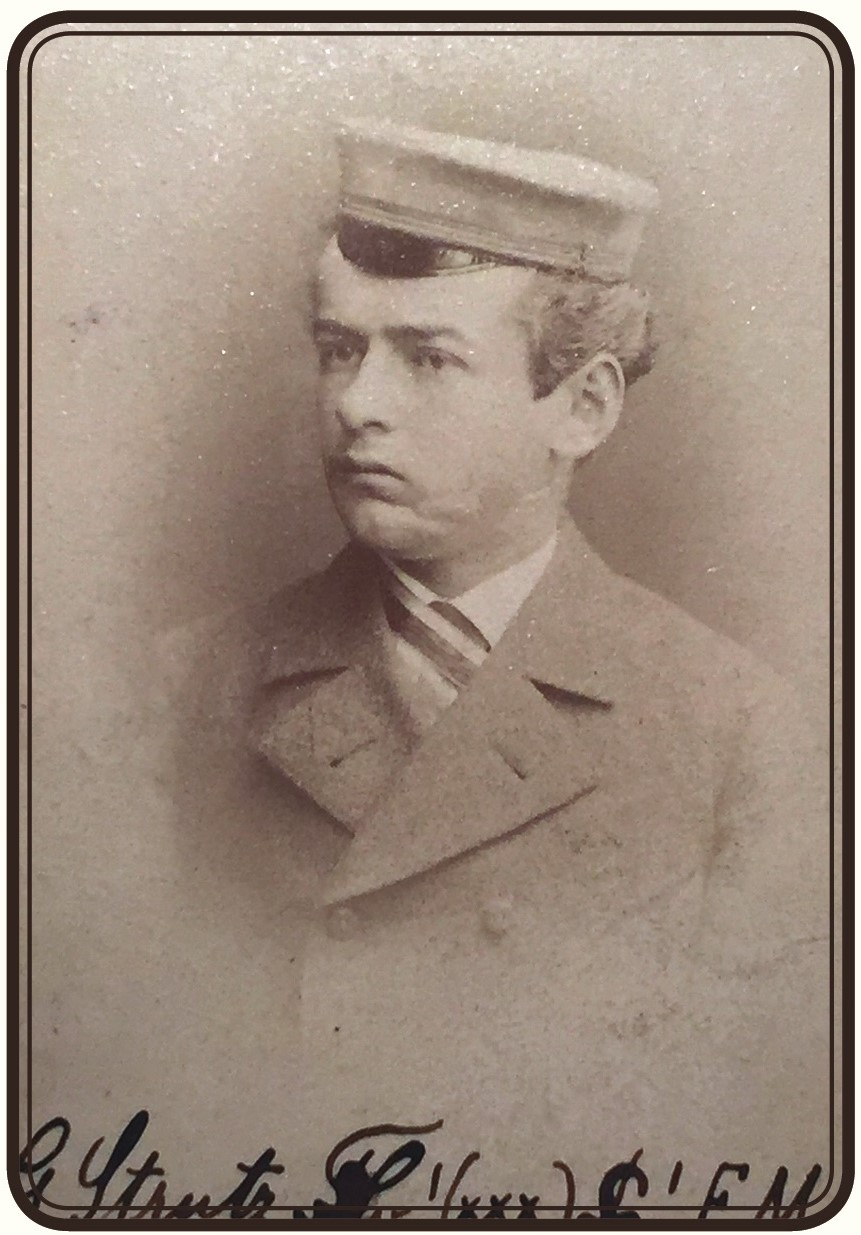
Georg Strutz

Georg Strutz (* 17. September 1861; † 27. Juli 1929 in München) war ein deutscher Verwaltungsjurist und Richter.

## Leben
Georg Strutz studierte Rechtswissenschaft an der Ruprecht-Karls-Universität Heidelberg und der Universität Leipzig. Er wurde Mitglied des Corps Suevia Heidelberg (1879) und des Lusatia Leipzig (1880). Nach den Examen und der Promotion zum Dr. iur. schlug er die Verwaltungslaufbahn ein. Er wurde 1887 Regierungsassessor in Osnabrück. 1890 wurde Strutz zum Landrat im Kreis Steinau bestellt. Seit 1891 im Preußischen Finanzministerium, wurde er dort zum Vortragenden und Geheimen Finanzrat ernannt. 1910 wechselte Strutz als Senatspräsident an das Preußische Oberverwaltungsgericht und 1918 wurde er Senatspräsident am Reichsfinanzhof in München.
Georg Strutz ist Verfasser zahlreicher steuerrechtlicher Fachpublikationen und Aufsätze, unter anderem in der Finanz-Rundschau.